# كارول ليونز
كارول ليونز (بالإنجليزية: Carol Lyons)‏ هي ممثلة أمريكية، ولدت في 17 ديسمبر 1927، وتوفيت في 7 يونيو 2011.